# 茅打バンタ

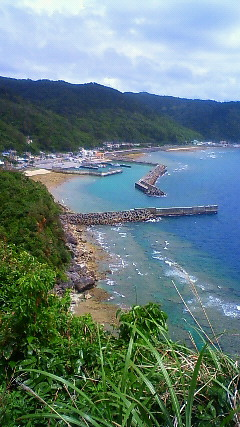
茅打バンタから望む宜名真の漁港

茅打バンタ （かやうちばんた）は、沖縄県国頭郡国頭村宜名真に位置する観光地で、高さ約100mの断崖絶壁。ハンタとは方言で端や崖のことを指し、束ねた茅を崖から投げ落とすと強風でバラバラになったことからこの名がついたといわれている。やんばる国立公園（2016年までは沖縄海岸国定公園）に含まれる。

## 地理
- 岩の裂け目を利用した「戻る道」と呼ばれる巨岩に挟まれた道路を登りつめた場所にあり、澄んだ海原に浮かぶ伊平屋島や伊是名島を見渡すことができる。
- 茅打バンタの北側に位置する宜名真海底鍾乳洞は、辺戸岬ドームとも呼ばる世界的にも珍しい海底の鍾乳洞。貝塚などの遺跡もありダイビングスポットとして知られている。

## 歴史
昔、道路が整備されていなかった頃の往来は断崖絶壁を越えて行かなければならず、岩の裂け目に打ち込んだ杭や木の根を頼りにするという交通の難所であった。途中で反対方向から来た人と出くわすとどちらか一人が戻って道を譲らねばならなかったことから「戻る道」とも呼ばれたという。

## 付近の観光地
- 辺戸岬 - 沖縄島最北端の岬で与論島や沖永良部島を望むことができる。
- 奥集落 - 古くからの民家が引き継がれている。奥ヤンバルの里（資料館・宿泊施設）あり。

## 交通
- 路線バスによるアクセスは、那覇バスターミナル・沖縄都市モノレール線旭橋駅などから名護バスターミナルへ。67番（琉球バス交通、沖縄バス）に乗り換えて辺土名バスターミナルへ。さらに国頭村営バス奥線にて宜名真入口バス停下車、徒歩15分（辺土名以北の村営バスについては、国頭村のホームページを参照）。
- 自動車によるアクセスは、国道58号利用。